# Lijst van pretparkongelukken in parken van Universal
Deze lijst van pretparkongelukken in Universal-parken geeft een chronologisch beeld van pretparkongelukken in de attractieparken Universal Studios Florida, Islands of Adventure, Universal Studios Japan en Universal Studios Hollywood door de jaren heen.

## Universal Orlando Resort

### Universal Studios Florida

#### The Simpsons Ride
Op 13 juni 2008 werd een deel van de bezoekers van de attractie door een technische fout overgoten met plantaardige olie. Er vielen geen gewonden.

### Islands of Adventure

#### Dudley Do-Right's Ripsaw Falls
Op 1 januari 2011 brak er brand uit in de boomstamattractie Dudley Do-Right's Ripsaw Falls. Hierop werd een deel van het attractiepark geëvacueerd. Er zijn geen gewonden gevallen. Wel hadden sommige personen naar eigen zeggen ademhalingsproblemen door de rook.

#### Dueling Dragons
Op 1 juli 2009 kwam tijdens een testrit van de achtbaan Dueling Dragons een medewerker onder de trein terecht. De medewerker had ernstige verwondingen aan het hoofd en werd overgebracht naar het ziekenhuis.

## Universal Studios Hollywood

### Backlot

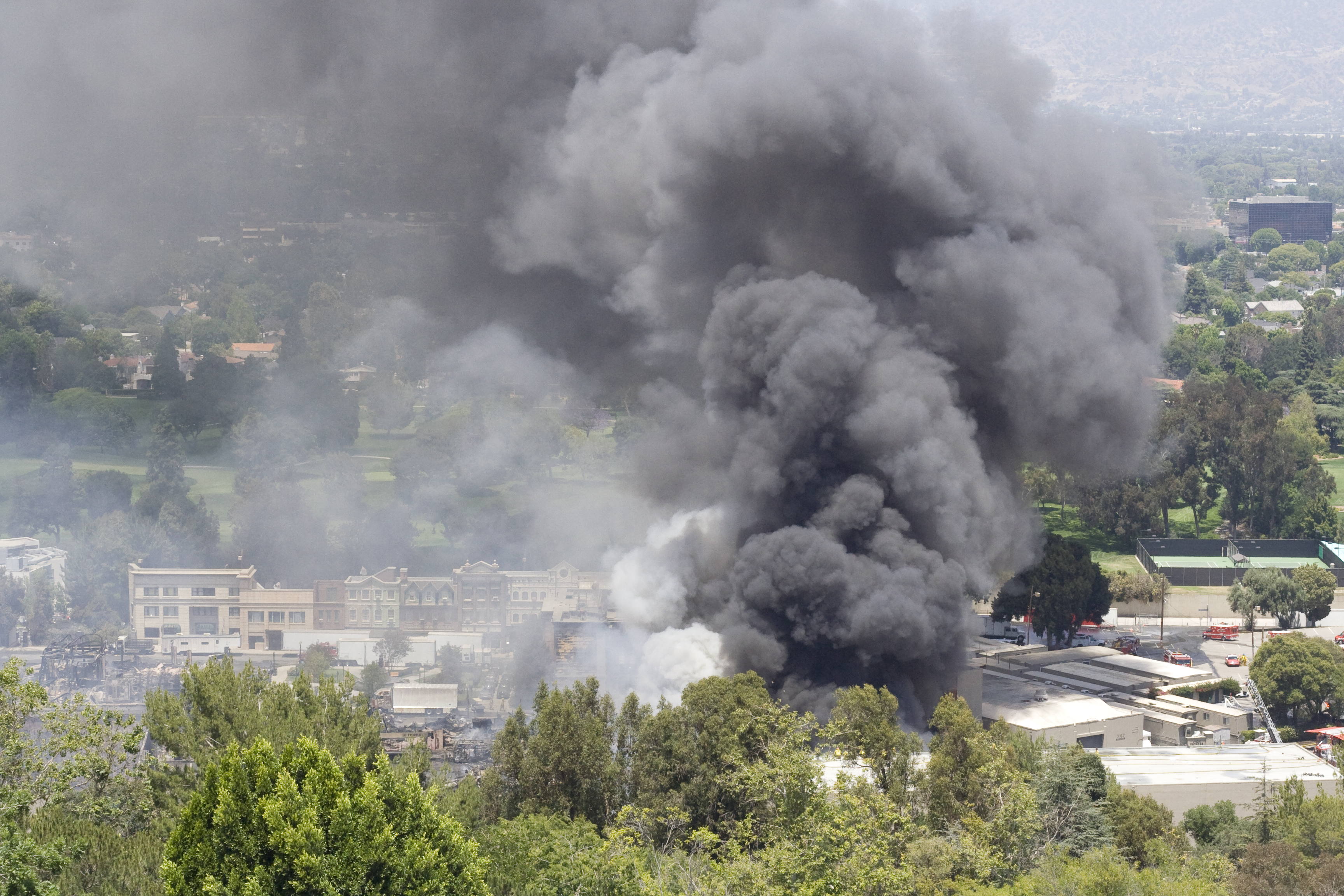
Rookpluim tijdens de brand

Op 1 juni 2008 brak een grote brand uit in het themagebied Backlot, hierdoor raakt een deel van het park zwaar beschadigd. Diverse attracties verbrandden tezamen met 40 tot 50 duizend digitale films en videos. Tijdens het bestrijden van de brand raakten zeventien brandweermensen lichtgewond. Ter vervanging van de beschadigde darkride King Kong werd deze door een 3D-film over King Kong vervangen.

## Universal Studios Japan

### E.T. Adventure
In november 2004 raakte een 35-jarige vrouw gewond aan haar zenuwen in de rechterpols met als gevolg dat ze twee vingers moest afstaan. Dit gebeurde tijdens het sluiten van de veiligheidsbeugel. De vrouw klaagde hierop het attractiepark aan, waarop het park de vrouw een schadeclaim van 15,3 miljoen yen moest betalen.